# La Bisbal del Penedès
La Bisbal del Penedès är en kommun i Spanien.   Den ligger i provinsen Província de Tarragona och regionen Katalonien, i den östra delen av landet, 400 km öster om huvudstaden Madrid. Antalet invånare är 3 428. Arean är 33 kvadratkilometer. La Bisbal del Penedès gränsar till Rodonyà, El Montmell, Sant Jaume dels Domenys, Llorenç del Penedès, Banyeres del Penedès, Santa Oliva, Albinyana och Masllorenç. 
Terrängen i La Bisbal del Penedès är varierad.